# Platt Adams
Platt Adams (ur. 23 marca 1885 w Belleville, w stanie New Jersey, zm. 27 lutego 1961 w Normandy Beach, w New Jersey) – amerykański lekkoatleta, mistrz i wicemistrz olimpijski ze Sztokholmu z 1912.
Na igrzyskach olimpijskich w 1908 w Londynie zajął 5. miejsce w skoku wzwyż z miejsca i w trójskoku oraz 6. miejsce w skoku w dal z miejsca. Startował także w konkursach rzutu dyskiem oraz rzutu dyskiem sposobem starożytnym, ale nie są znane jego miejsca.
Na igrzyskach olimpijskich w 1912 w Sztokholmie zwyciężył w skoku wzwyż z miejsca przed swoim młodszym bratem Benjaminem oraz Grekiem Konstandinosem Tsiklitirasem. Ustanowił wówczas rekord olimpijski wynikiem 1,63 m. W konkursie skoku w dal z miejsca ci sami zawodnicy zdobyli medale: Tsiklitiras złoty, Platt Adams srebrny, a Benjamin Adams brązowy. Platt Adams startował na tych igrzyskach również w trójskoku (zajął 5. miejsce) oraz w skoku wzwyż (nie wszedł do finału). Wystąpił także w pokazowym meczu baseballa.
Był mistrzem Stanów Zjednoczonych (AAU) w skoku o tyczce na odległość w 1910 i 1913-1915, skoku w dal w 1908, 1911, 1912 i 1914 i w trójskoku w 1912.

## Galeria

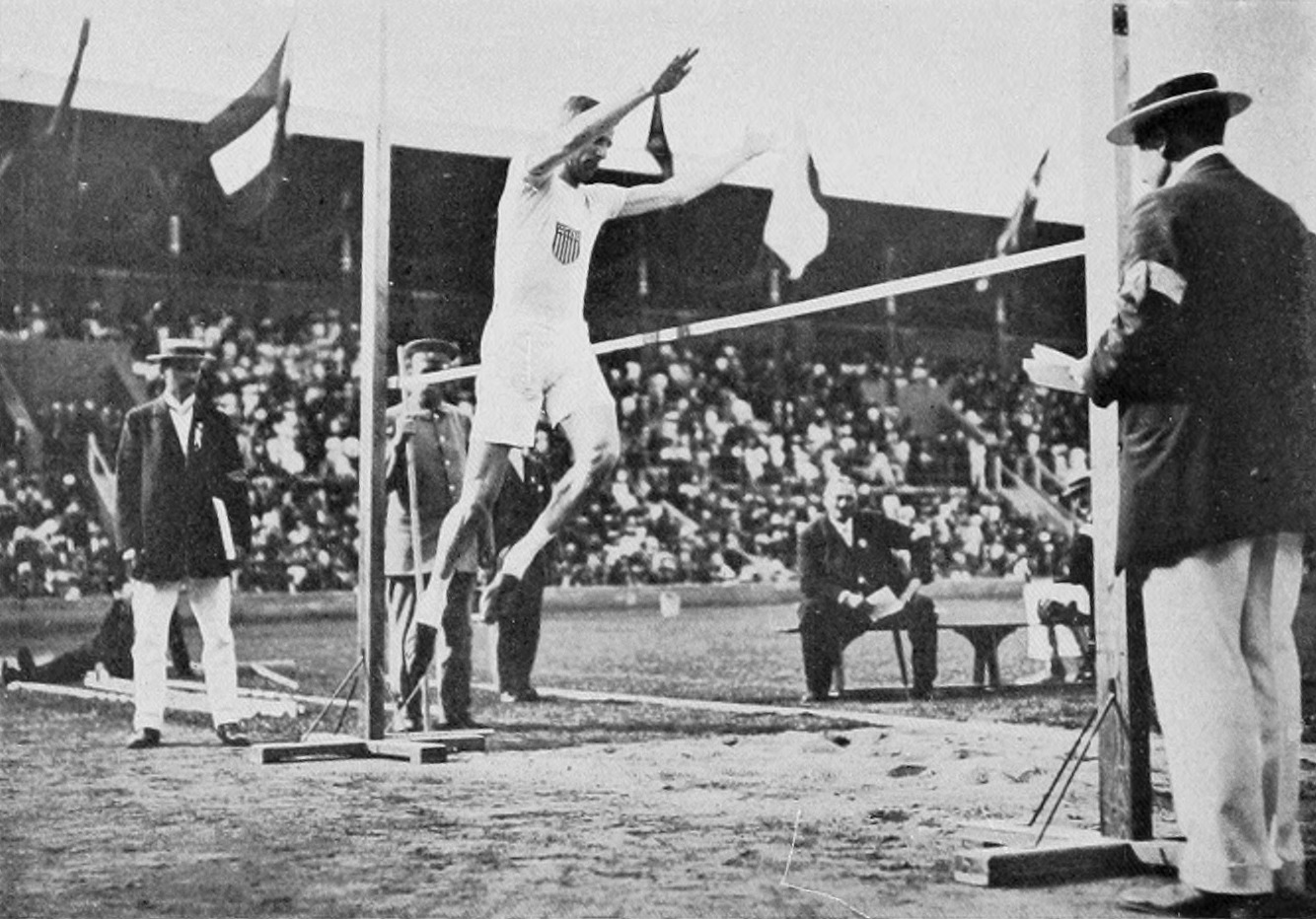
Adams w skoku wzwyż z miejsca na igrzyskach w Sztokholmie.
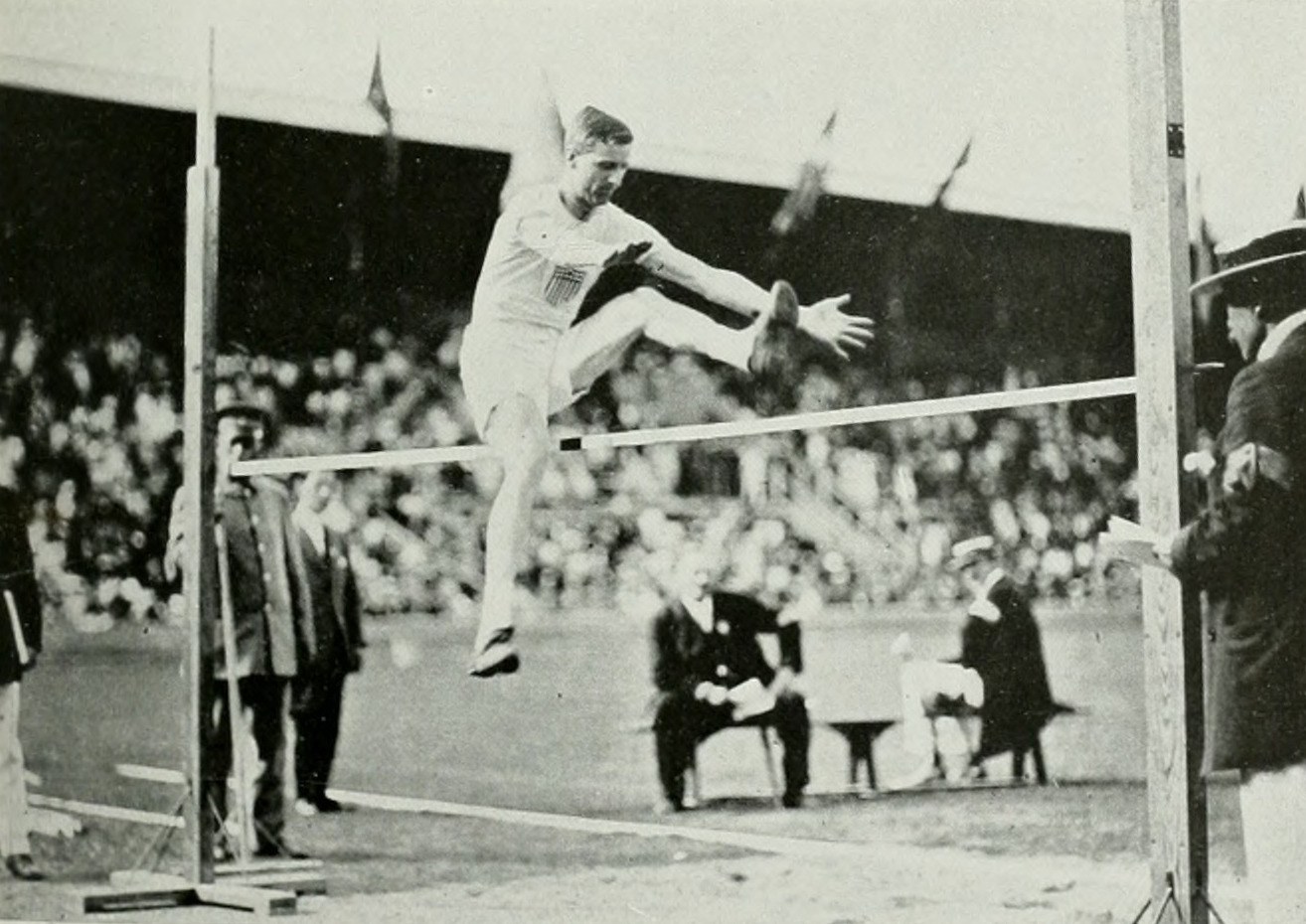
Adams w skoku wzwyż z miejsca na igrzyskach w Sztokholmie.
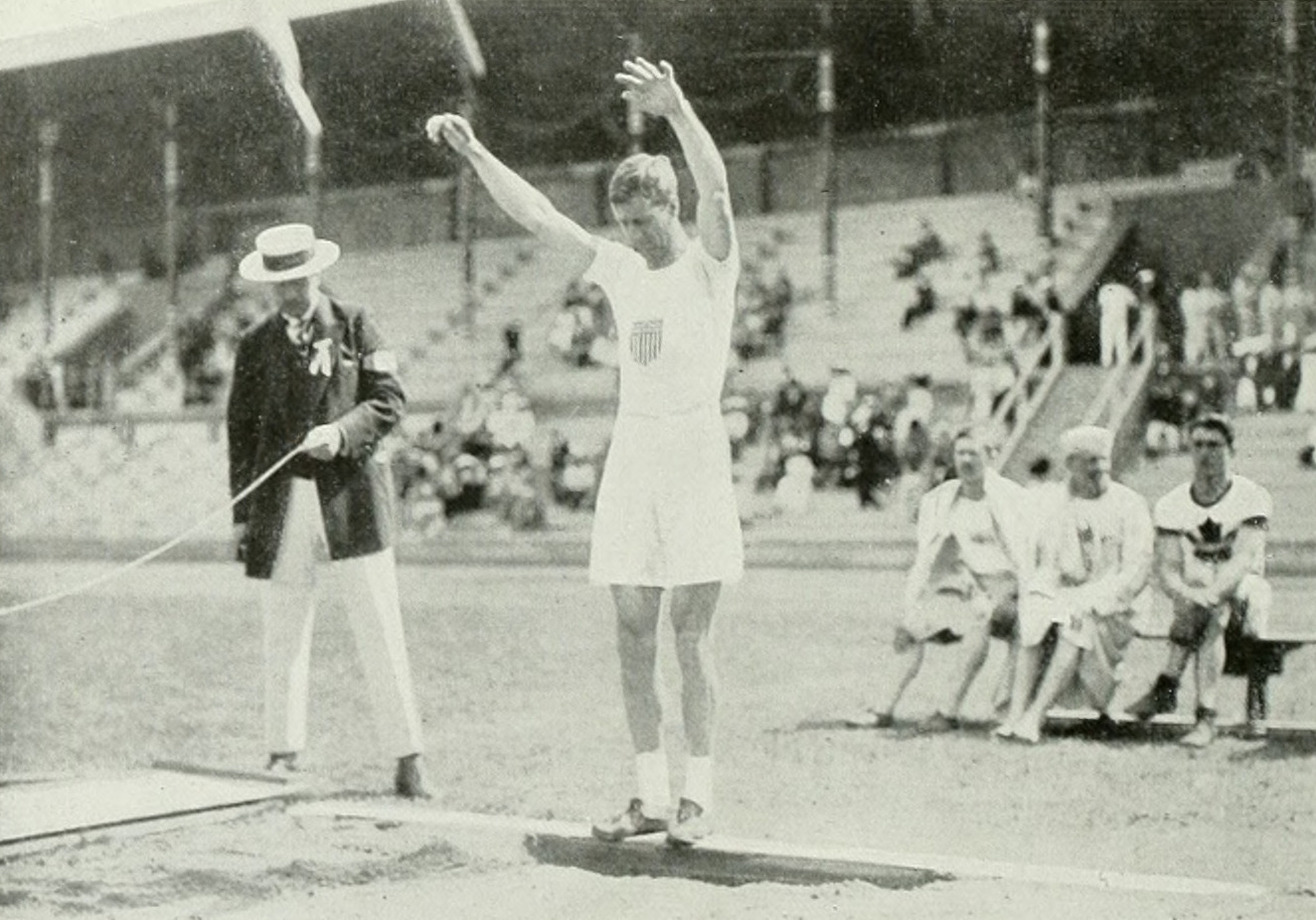
Adams w skoku w dal z miejsca na igrzyskach w Sztokholmie.
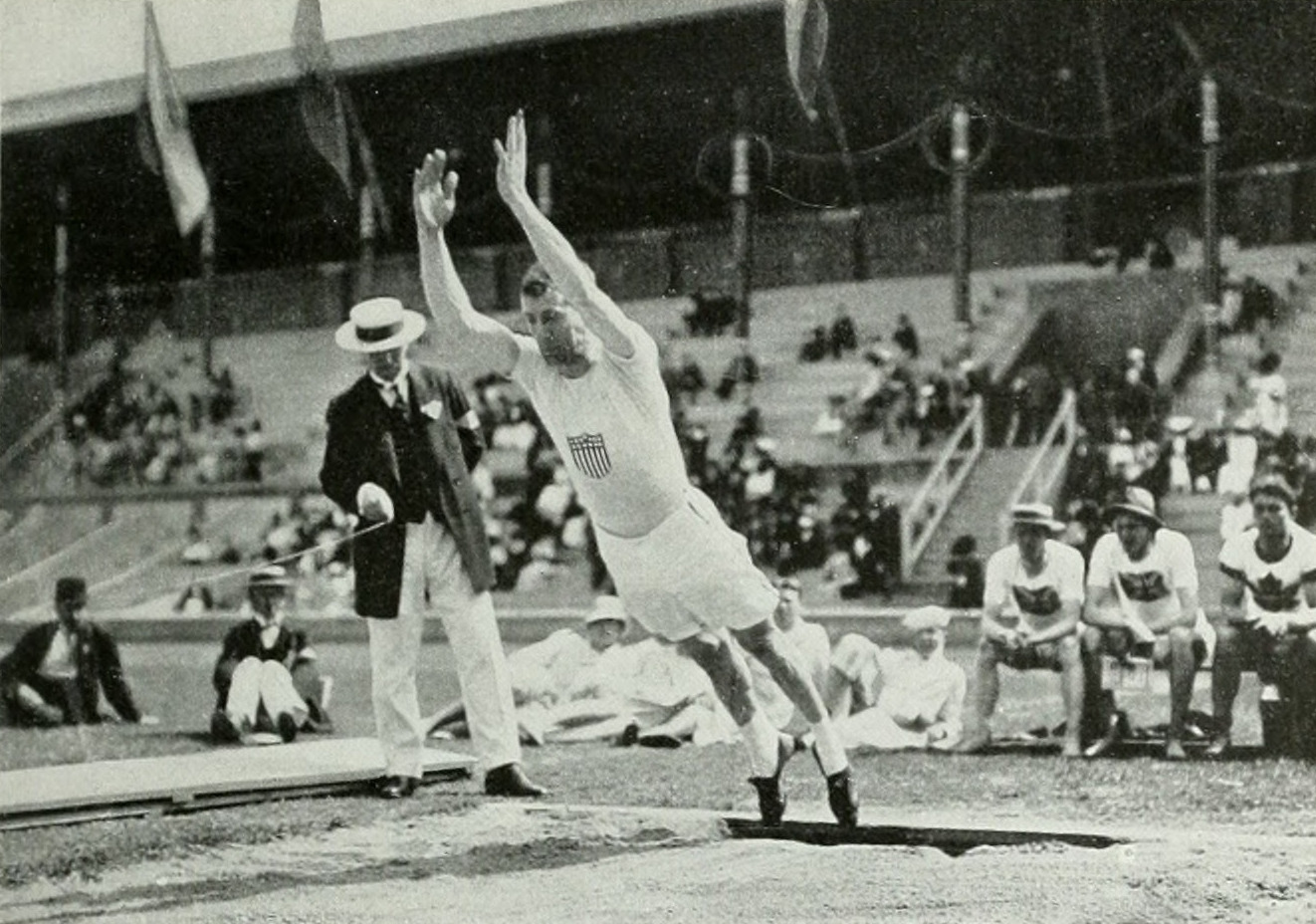
Adams w skoku w dal z miejsca na igrzyskach w Sztokholmie.

\